# ألفرد ليفي
ألفرد ليفي (بالفرنسية: Alfred Lévy) هو حاخام فرنسي، ولد في 14 ديسمبر 1840 في لونفيل في فرنسا، وتوفي في 22 يوليو 1919 في بو في فرنسا.